# Bruno Dentelli
Bruno Dentelli (Parma, 30 novembre 1901 – Parma, 16 luglio 1960) è stato un calciatore e allenatore di calcio italiano, di ruolo centrocampista.

## Carriera
Ha giocato per il Parma nelle stagioni 1920-1921 e 1921-1922 in Prima Categoria (oggi Serie A) e nelle stagioni 1922-1923 e 1923-1924 in Seconda Divisione (divenuta poi Serie B). Ha esordito con i crociati il 31 ottobre 1920 nella partita Parma-Reggiana (5-1).
Nella stagione 1945-1946 ha allenato il Calcio Padova in Serie B. Debutta nella partita Panigale-Padova (1-1) del 17 febbraio 1946. Siede per l'ultima volta sulla panchina padovana nella partita Cremonese-Padova (2-1) del 26 maggio 1946. Con i padovani arriva primo nel proprio girone, mentre si classifica ultimo nel girone finale.
Sempre in Serie B nella stagione 1947-1948 ha allenato il Parma.